# Verdena (album)
Verdena è il primo album del gruppo musicale Verdena, pubblicato il 24 settembre 1999.

## Il disco
Il soggetto della copertina dell'album è un giocattolo collezionabile di una serie presente nei Kinder Sorpresa.
La traccia Ormogenia, contenuta solo nella versione in vinile, è l'unica canzone della discografia dei Verdena ad essere cantata dalla bassista Roberta Sammarelli, mentre Valvonauta è stata l'ultima traccia scritta per l'album.
Nel 2019 il disco è stato ripubblicato in occasione del suo 20º anniversario, arricchito da un secondo CD contenente demo, brani live e inediti.

## Tracce
1. Ovunque - 3:06
2. Valvonauta - 4:23
3. Pixel - 4:23
4. L'infinita gioia di Henry Bahus - 4:30
5. Vera - 2:41
6. Dentro Sharon - 3:33
7. Caramelpop - 4:08
8. Viba - 3:47
9. Ultranoia - 4:55
10. Zoe - 3:26
11. Bambina in nero - 2:56
12. Eyeliner - 6:52

Edizione in vinile (1999)
Lato A
1. Ovunque - 3:06
2. Valvonauta - 4:23
3. Pixel - 4:23
4. L'infinita gioia di Herny Bahus - 4:30
5. Vera - 2:41
6. Dentro Sharon - 3:33
7. Ormogenia - 3:01

Lato B
1. Caramelpop - 4:08
2. Viba - 3:47
3. Ultranoia - 4:55
4. Zoe - 3:26
5. Bambina in nero - 2:56
6. Eyeliner - 6:52

### Edizione 20º anniversario
CD1 - ALBUM
1. Ovunque (alternate mix) - 3:06
2. Valvonauta - 4:23
3. Pixel - 4:23
4. L'infinita gioia di Herny Bahus - 4:30
5. Vera - 2:41
6. Dentro Sharon - 3:33
7. Caramelpop - 4:08
8. Viba - 3:47
9. Ultranoia - 4:55
10. Zoe - 3:26
11. Bambina in nero - 2:56
12. Eyeliner - 6:52

CD2 - 5 RELITTI, 2 RESIDUI, 2 AVANZI E 1 DEMO
1. Bonne Nouvelle - 4:00
2. Ormogenia - 2:59
3. Corpi - 3:24
4. Da Giordi - 1:39
5. Fiato adolescenziale - 3:12
6. Oggi - 2:06
7. Fuxia (acoustic version) - 2:44
8. Ormogenia (demo) - 3:09
9. Piuma - 3:32
10. Shika (live) - 6:27

## Formazione
- Alberto Ferrari - voce, chitarra, sintetizzatore
- Roberta Sammarelli - basso, cori, sintetizzatore; chitarra in Caramelpop; voce in Ormogenia
- Luca Ferrari - batteria, percussioni

## Crediti
- Musica: Verdena
- Testi: Alberto Ferrari
- Registrazione: Francesca Carpanelli & Giorgio Canali, Studio Sonica, Calenzano (FI)
- Realizzazione Artistica: Verdena e Giorgio Canali
- Editing: Giorgio Canali e Giovanni Gasparini (Studio Sonica)
- Mastering: Giovanni Gasparini
- Fotografie: Giovanni Canitano
- Grafica: Paolo De Francesco per MoltiMedia Fattoria Digitale
- Dedicato a Paolo Masseroli